# Peter Busch (Schriftsteller)
Peter Busch (* 1952 in Essen) ist ein deutscher Schriftsteller und Maler.
Nach Schule und Ausbildung zum wissenschaftlichen Buchhändler studierte Busch Mathematik, Pädagogik und Visuelle Kommunikation. Busch schreibt Lyrik sowie essayistische und erzählerische Prosa. Als malerischer Autodidakt malt und zeichnet er abstrakt und gegenstandslos. Seine bevorzugten malerischen Materialien sind Tusche und Aquarellfarben. Nach Jahrzehnten im Rheinland lebt und arbeitet er seit 2011 in Bayern.

## Veröffentlichte Bücher
- Ödland des Herzens. Gedichte. Alfelder Bücher Cie. 1997
- Spur aus der Ferne. Gedichte. Calatra Press. o. J. (1998)
- Hüttenreste. Gedichte. UNSER Verlag. 1999
- Wege. Brüche. Gedichte und Erzählungen. UNSER Verlag. 2001
- Milchschattengewächse. Gedichte & Geschichten. BoD Verlag. 2021

## Ausstellungen
- 2003: Gast der Sommer-Ausstellung des Neusser Künstlerkreises in der Stadthalle Neuss
- 2004: Galerie Wittenstein, Wuppertal, Teilnahme an einer Gruppenausstellung
- seit den 2000er Jahren dauerhafte Beteiligung an der Wander-Ausstellung der internationalen Roermonder Künstlervereinigung "L5" zum Thema "Din-A-4".